# 埃利·乌尔德·穆罕默德·瓦勒
埃利·乌尔德·穆罕默德·瓦勒（阿拉伯语：‎，1953年—2017年5月5日），毛里塔尼亚军事、政治人物，出生在努瓦克肖特。
2005年8月发动军事政变夺取政权，成立公正与民主军事委员会并担任主席直至2007年4月。
2017年5月5日，因心肌梗塞在祖埃拉特逝世。
| 前任： 马维亚·乌尔德·锡德艾哈迈德·塔亚 （總統） | 公正与民主军事委员会主席 2005年8月3日－2007年4月19日 | 繼任： 西迪·乌尔德·谢赫·阿卜杜拉希 （總統） |